# Cueva de Ágreda
Cueva de Ágreda è un comune spagnolo di 89 abitanti situato nella comunità autonoma di Castiglia e León.